# XT/370

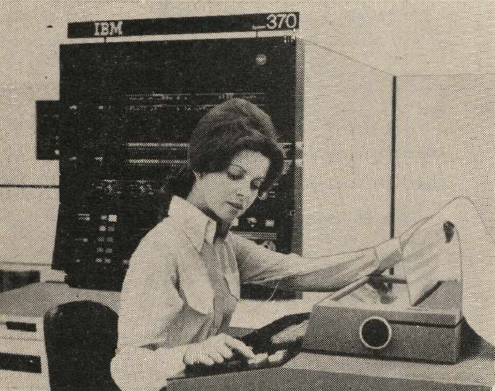
Mainframe System 370 z którym był zgodny ten komputer osobisty

Komputer osobisty XT / 370 (IBM 5160 Model 588) był komputerem łączącym dwa światy – mikrokomputera IBM PC/XT oraz komputerów IBM System/370.

## Historia
W październiku 1983 roku IBM ogłosił komputer osobisty IBM XT/370. Zasadniczo był to produkt trzy w jednym. Może lokalnie uruchomić PC-DOS, może również działać jako terminal 3270, a na końcu – jego najważniejszą cechą odróżniającą od komputera IBM 3270 – jest to, że może wykonywać instrukcje System/370 lokalnie.
XT/370 był komputerem osobistym IBM XT (System Unit 5160) z trzema niestandardowymi kartami 8-bitowymi. Karta procesorowa (370PC-P), zawierała dwa zmodyfikowane chipy Motorola 68000 (które mogły emulować większość instrukcji System/370 o stałych punktach i instrukcje nie zmiennoprzecinkowe) oraz koprocesor Intel 8087 zmodyfikowany w celu emulowania System/370 instrukcji zmiennoprzecinkowych. Druga karta (370PC-M), która połączyła się z pierwszą z unikalnym złączem kart zwrotnych zawierała 512 KiB pamięci. Trzecia karta (PC3277-EM) była emulatorem terminala 3270 wymaganym do pobrania oprogramowania systemowego z komputera mainframe hosta. Komputer XT/370 został uruchomiony w systemie DOS, a następnie uruchomił program sterujący VM / PC. Przestrzeń pamięci karty dodała dodatkową pamięć systemową, więc pierwsza pamięć 256 KiB (płyta główna) mogła zostać użyta do przeniesienia danych do karty rozszerzenia 512 KiB. Pamięć rozszerzająca była podwójnie poręczna i dostarczyła dodatkowe 384 KiB dla XT Machine, przynosząc całkowitą pamięć RAM po stronie XT do 640 KiB. Arbiter pamięci mógł przełączyć drugi bank 128 KiB na kartę na inne banki, pozwalając procesorowi XT Intel 8088 na adresowanie całej pamięci RAM na karcie 370PC-M. Oprócz 416 kB użytecznej pamięci RAM dla aplikacji System/370, XT/370 obsługuje również do 4 MB pamięci wirtualnej, wykorzystując dysk twardy jako urządzenie przywoławcze.
IBM twierdzi, że XT/370 osiągnął 0,1 MIPS (gdy dane mieszczą się w pamięci RAM). W 1984 r. Cena katalogowa XT/370 w typowej konfiguracji wyniosła około 12 tys. USD, a więc korzystniej w porównaniu z własnymi komputerami mainframe IBM na podstawie USD / MIPS; na przykład IBM 4341 dostarczył 1,2 MIPS za 500 000 USD. Chociaż teoretycznie zmniejszył on popyt na komputery typu mainframe, zmniejszając obciążenie na mniejszy komputer, ponieważ klienci kupowali więcej XT/370, prawdopodobnie zwiększyli całkowite obciążenie komputerów mainframe, zwiększając sprzedaż komputerów mainframe IBM.
Podobnie jak wersja VM / CMS w systemie mainframe, VM / PC również tworzyło iluzję wirtualnych dysków, ale w wersji na komputery PC były one przechowywane jako pliki PC-DOS, na dyskietce lub twardym dysku. Na przykład dysk wirtualny CMS należący do użytkownika FRED i rozpoczynający się od adresu 101 został zapisany jako plik DOS FRED.101. Komendy CMS IMPORT i EXPORT umożliwiają ekstrakcję plików z tych dysków wirtualnych oraz konwersję ASCII / EBCDIC.
XT/370 sprzedawano z 83-klawiszową klawiaturą w stylu XT (10 klawiszy funkcyjnych). Nowsze wersje XT/370 miały zmienione PC3277-EM na korzyść płyt IBM 3278/79. XT/370 znalazł się wśród systemów XT, które mogły korzystać z drugiego dysku twardego zamontowanego w obudowie rozszerzającej 5161.
BYTE w 1984 roku nazwał XT/370 „sukcesem kwalifikowanym”. Magazyn pochwalił IBM za „dopasowanie wszystkich funkcji 370 do XT” i miał nadzieję na ulepszenia techniczne, które „mogą doprowadzić do jeszcze lepszego komputera”.